# Nova Zelândia nos Jogos Olímpicos de Inverno da Juventude de 2012
A Nova Zelândia participou dos Jogos Olímpicos de Inverno da Juventude de 2012, realizados em Innsbruck, na Áustria. A delegação nacional contou com um total de quinze atletas, que disputaram provas em sete modalidades diferentes. Não conseguindo, porém, medalha alguma.

## Esqui alpino
Eritreia qualificou um atleta para as disputas do esqui alpino.
Masculino
| Atleta            | Evento              | Final     | Final     | Final   | Final |
| Atleta            | Evento              | Descida 1 | Descida 2 | Total   | Pos.  |
| ----------------- | ------------------- | --------- | --------- | ------- | ----- |
| Harry Izard-Price | Slalom              | 46.12     | 43.05     | 1:29.17 | 23    |
| Harry Izard-Price | Slalom gigante      | 1:00.76   | 56.31     | 1:57.07 | 14    |
| Harry Izard-Price | Super-G             |           |           | 1:09.52 | 31    |
| Harry Izard-Price | Combinado masculino | 1:07.66   | 40.62     | 1:48.28 | 22    |

Feminino
| Atleta       | Evento             | Final     | Final     | Final   | Final |
| Atleta       | Evento             | Descida 1 | Descida 2 | Total   | Pos.  |
| ------------ | ------------------ | --------- | --------- | ------- | ----- |
| Piera Hudson | Slalom             | 47.93     | 41.69     | 1:29.62 | 15    |
| Piera Hudson | Slalom gigante     | 1:00.51   | DNF       | DNF     | DNF   |
| Piera Hudson | Super-G            |           |           | 1:08.06 | 17    |
| Piera Hudson | Combinado feminino | 1:07.52   | 40.28     | 1:47.80 | 16    |

## Biatlo
Nova Zelândia qualificou uma atleta para esta modalidade.
Feminina
| Atleta         | Evento               | Final   | Final   | Final |
| Atleta         | Evento               | Tempo   | Perdido | Pos.  |
| -------------- | -------------------- | ------- | ------- | ----- |
| Olivia Thomson | Sprint feminino      | 23:41.4 | 1       | 45    |
| Olivia Thomson | Perseguição feminina | 41:40.3 | 2       | 45    |

## Curling
Nova Zelândia classificou um time para as disputas de curling.

## Esqui estilo livre
Nova Zelândia classificou três atletas para estas disputas.
Esqui Cross
| Atleta         | Evento                | Qualificação | Qualificação | 1/4 finais | Semifinais | Final     |
| Atleta         | Evento                | Tempo        | Pos.         | Pos.       | Pos.       | Pos.      |
| -------------- | --------------------- | ------------ | ------------ | ---------- | ---------- | --------- |
| Samuel Andrews | Esqui cross masculino | 1:02.74      | 18           | Cancelado  | Cancelado  | Cancelado |

Esqui Half-Pipe
| Atleta           | Evento                    | Qualificação | Qualificação | Final       | Final       |
| Atleta           | Evento                    | Pontos       | Pos.         | Pontos      | Pos.        |
| ---------------- | ------------------------- | ------------ | ------------ | ----------- | ----------- |
| Beau-James Wells | Esqui half-pipe masculino | 82.50        | 1 Q          | 85.50       | 4           |
| Samantha Poots   | Esqui half-pipe feminino  | 52.00        | 7            | Não avançou | Não avançou |

## Hóquei no gelo
Nova Zelândia classificou dois atletas para as disputas de hóquei no gelo.
Masculino
| Atleta(s)    | Evento                  | Qualificação | Qualificação | Grande final | Grande final |
| Atleta(s)    | Evento                  | Pontos       | Pos.         | Pontos       | Pos.         |
| ------------ | ----------------------- | ------------ | ------------ | ------------ | ------------ |
| Callum Burns | Habilidades individuais | 21           | 4 Q          | 19           | 4            |

Feminino
| Atleta(s)      | Evento                  | Qualificação | Qualificação | Grande final | Grande final |
| Atleta(s)      | Evento                  | Pontos       | Pos.         | Pontos       | Pos.         |
| -------------- | ----------------------- | ------------ | ------------ | ------------ | ------------ |
| Libby-Jean Hay | Habilidades individuais | 15           | 8 Q          | 12           | 8            |

## Luge
Nova Zelândia classificou um atleta para as disputas de luge.
Masculino
| Atleta        | Evento            | Final     | Final     | Final    | Final |
| Atleta        | Evento            | Descida 1 | Descida 2 | Total    | Pos.  |
| ------------- | ----------------- | --------- | --------- | -------- | ----- |
| Matheson Hill | Masculino simples | 42.677    | 41.357    | 1:24.034 | 25    |

## Snowboard
Nova Zelândia classificou dois atletas para as disputas de snowboard.
Masculino
| Atleta        | Evento               | Qualificação | Qualificação | Qualificação | Semifinal | Semifinal | Semifinal | Final       | Final       | Final       |
| Atleta        | Evento               | Descida 1    | Descida 2    | Pos.         | Descida 1 | Descida 2 | Pos.      | Descida 1   | Descida 2   | Pos.        |
| ------------- | -------------------- | ------------ | ------------ | ------------ | --------- | --------- | --------- | ----------- | ----------- | ----------- |
| Hamish Bagley | Halfpipe masculino   | 58.50        | 64.75        | 5 q          | 40.50     | 68.50     | 5 Q       | 57.25       | 46.25       | 10          |
| Hamish Bagley | slopestilo masculino | DNS          | DNS          | DNS          |           |           |           | Não avançou | Não avançou | Não avançou |
| Tim Herbert   | slopestilo masculino | 44.50        | 57.00        | 10           |           |           |           | Não avançou | Não avançou | Não avançou |